# Rodillo para bicicleta

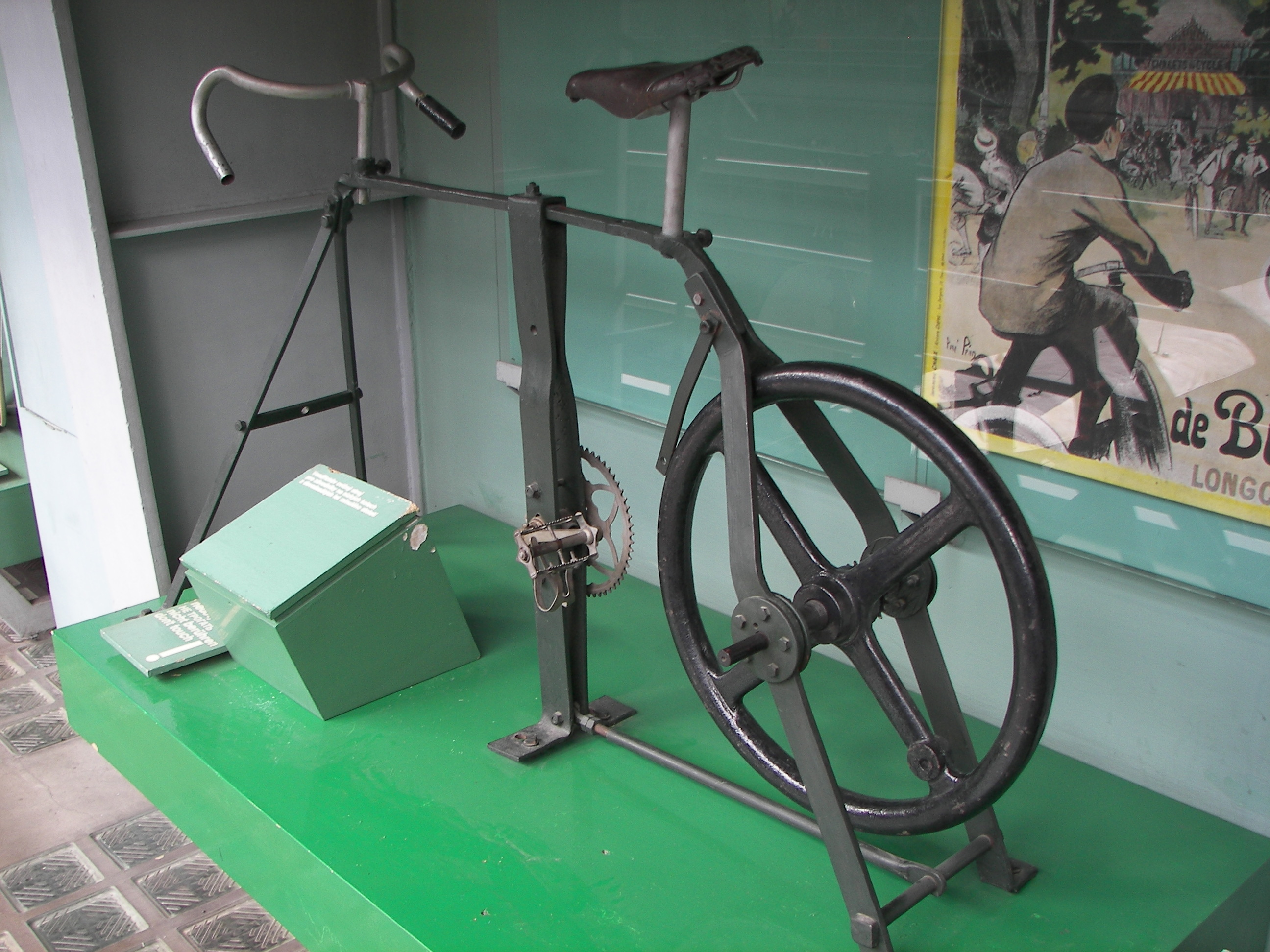
Rodillo antiguo

El rodillo para bicicleta es un dispositivo dónde encajas tu bicicleta (de carretera o de montaña)  para pedalear en un lugar fijo y normalmente bajo techo. Se acostumbra a usar para calentar antes de las competiciones o cuando las condiciones climáticas nos impiden salir en bici en el exterior.

## Tipos de rodillos para bicicleta
- Rulos: funciona con las dos ruedas de la bicicleta y su principal característica es el equilibrio encima la bicicleta.
- De resistencia magnética: la bicicleta está sujeta en la rueda trasera en la estructura del rodillo y un rodamiento controlado magnéticamente regula la intensidad.
- De resistencia de fluidos: igual que la anterior pero la resistencia se regula por fluidos o hidráulico.

- Transmisión directa: rodillo que integra los piñones y sólo tendremos que encajar nuestra     bicicleta (sin la rueda) a la estructura mediante la piñonera y la cadena.

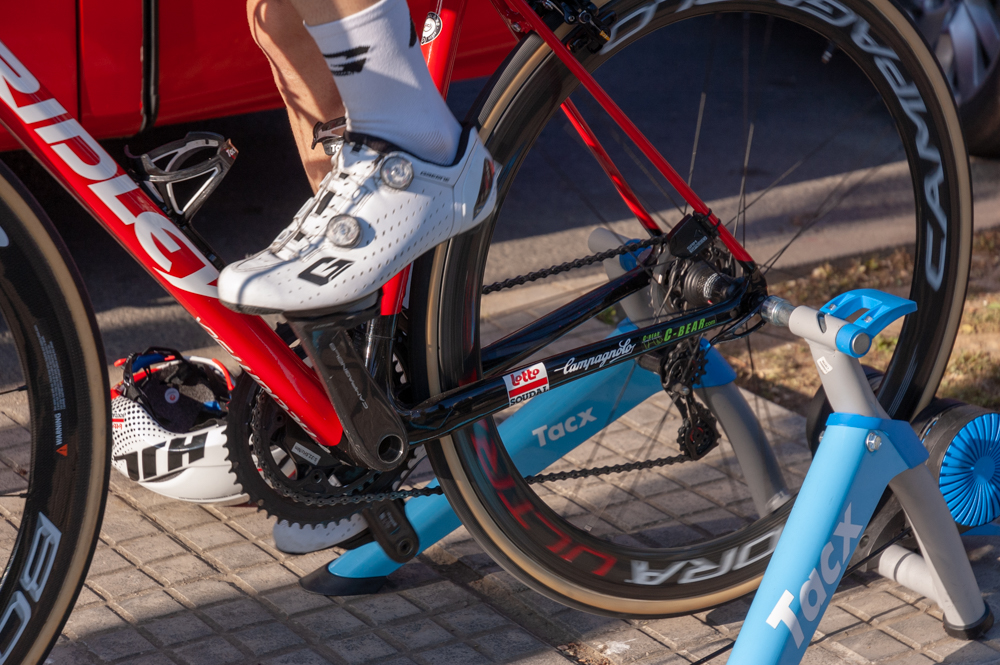
Rodillo para bicicleta de resistencia

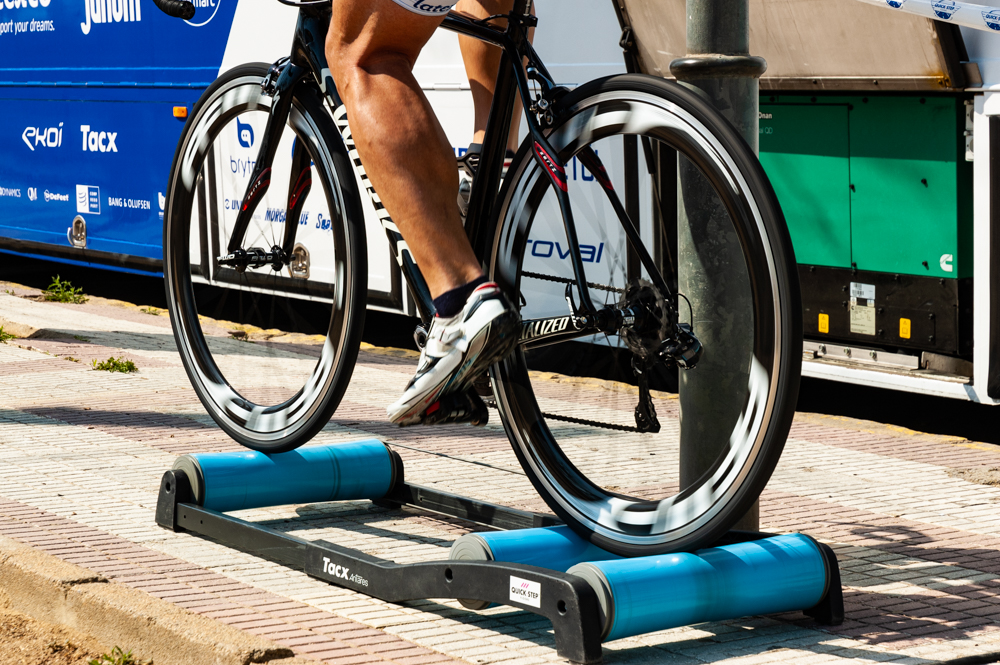
Rodillo para bicicleta rulos

Actualmente se ha puesto de moda la utilización de rodillos interactivos, un modo de hacer deporte de forma virtual mediante plataformas como Bkool o Zwift.

## Bibliografía

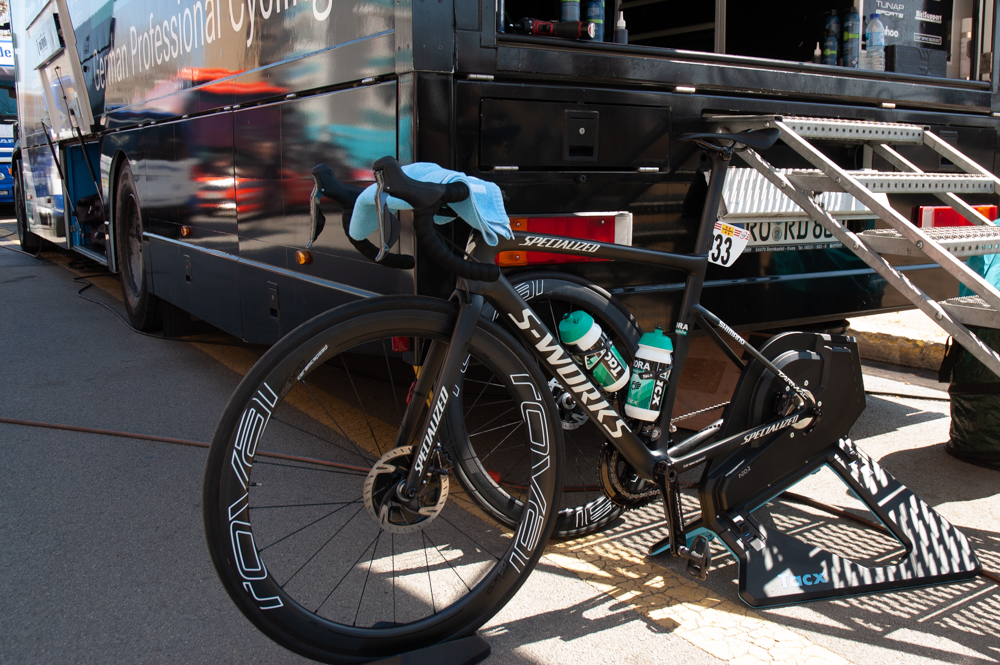
Rodillo para bicicleta de transmisión directa